# Wasserburg Mechelgrün
Die Wasserburg Mechelgrün, auch Wasserschloss Mechelgrün genannt, ist die Ruine einer Wasserburg östlich der Theumaer Straße im Ortsteil Mechelgrün der Gemeinde Neuensalz im Vogtlandkreis in Sachsen.

## Geschichte

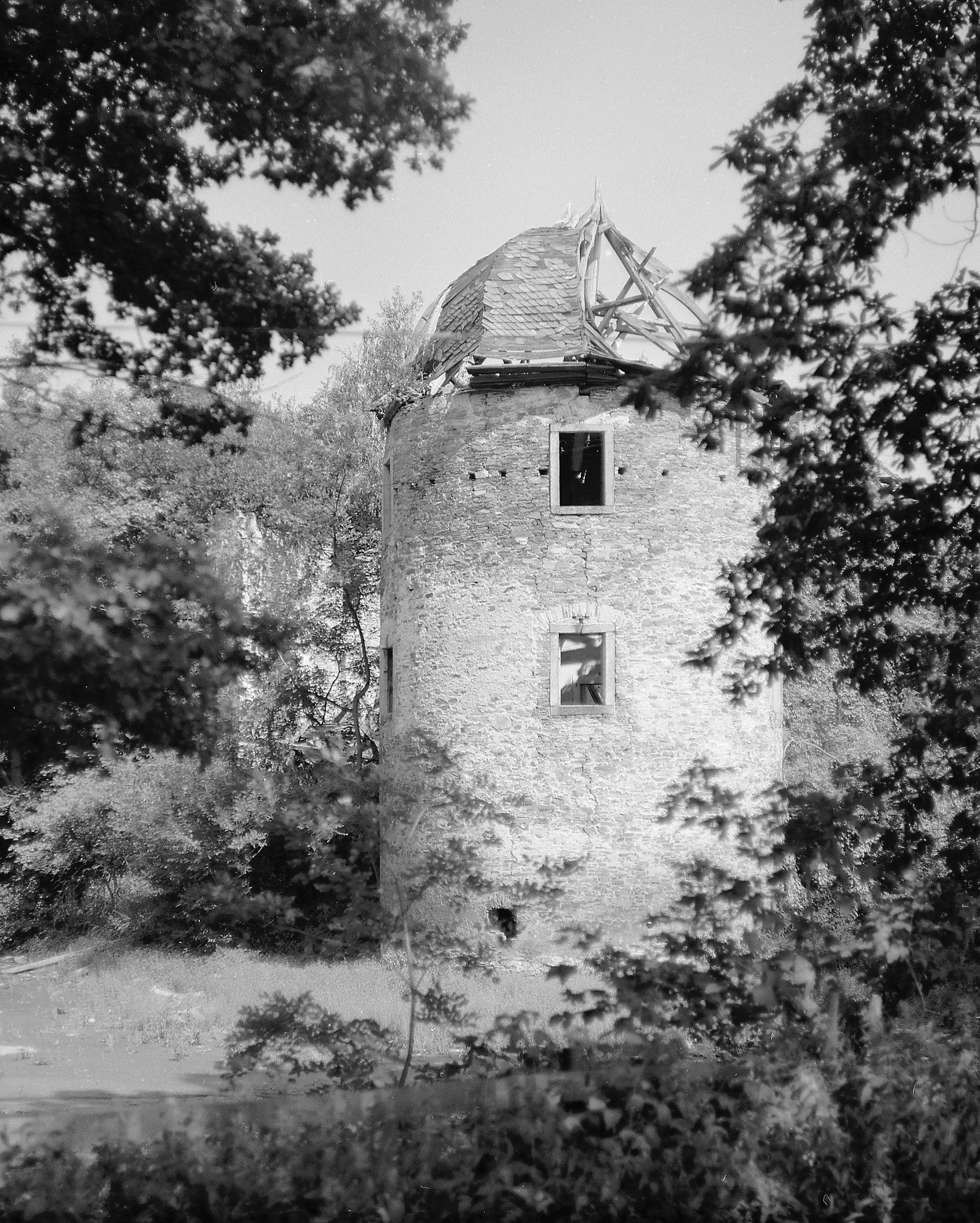
Wasserschloss Mechelgrün (1986)

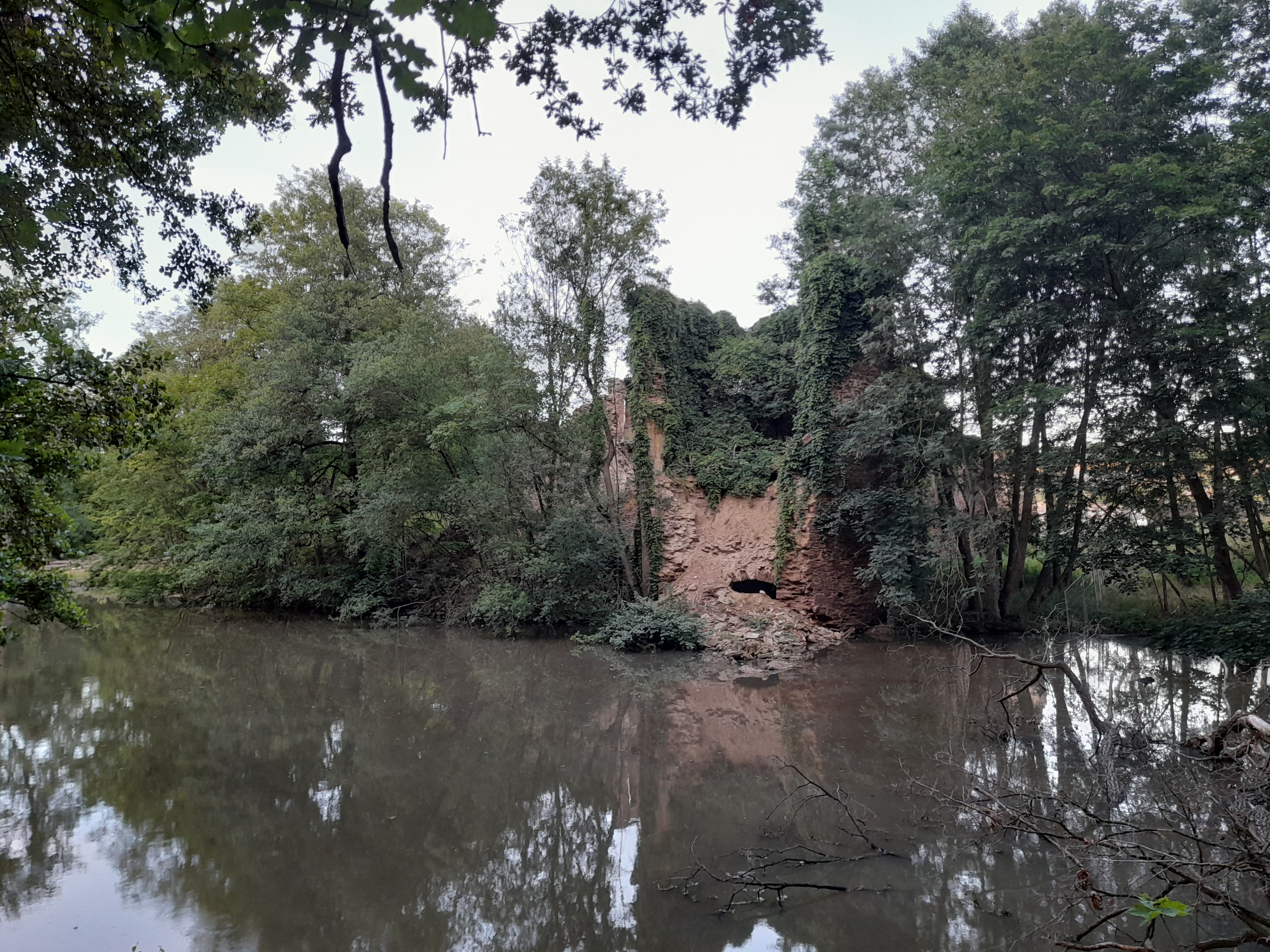
Schlossruine Mechelgrün (2022)

Die Wasserburg wurde im 12. Jahrhundert erbaut, erstmals 1267 erwähnt, im 14. Jahrhundert schlossartig ausgebaut und befand sich bis in die Mitte des 15. Jahrhunderts im Besitz der Familie Rabe, einer Seitenlinie der Trautenberger, die im Vogtland weit verzweigt war. - Johannes Rabe von Mechelgrün ("Johannes Rabe de Mechthildegrune") erwarb 1298 die Burg Wildstein, den egerländischen Stammsitz der Familie Notthaft, von seinem Schwiegervater Engelhard Notthaft. Im Jahr 1448 kam die Wasserburg Mechelgrün an die Familie von Tettau. 1465 wurde die Anlage zerstört und mit vier Ecktürmen wieder aufgebaut. Sie erhielt 1475 im östlichen Turm (später zum unteren Teil gehörig) eine Kapelle, die von der Pfarrei Theuma betrieben und 1874 geschlossen wurde.
Im Jahr 1525 wurde das Gut Mechelgrün in den oberen und unteren Teil geteilt. Während der untere Teil im Jahr 1600 von der Familie von Tettau an den Herrn von Seling verkauft wurde, kam der obere Teil für kurze Zeit an die Familie von Seydewitz, bevor er wieder an die Familie von Tettau ging. Mechelgrün unterer Teil brannte im Jahre 1670 aus. Nachfolgend erfolgte der Wiederaufbau durch die Eigentümer. Im gleichen Atemzug wurden Veränderungen am Aussehen vorgenommen. 1728 erfolgten erneut Umbauten am Gebäude. 1736 wurde der obere Teil der Wasserburg an die Familie Adler verkauft. 1817 kam die Burganlage in die Hände der Familie Uibrig. 1840 wurden Teile der Anlage unteren Teils abgerissen, um einen neuen Anbau anzufügen, welcher 1946 wieder abgerissen wurde. Bei diesen Umgestaltungen erfolgte die Beseitigung von zwei Rundtürmen, weiterhin wurde der Wassergraben teilweise verfüllt und durch einen Zugangslauf zum Rabenbach entstand der Schlossteich.
Eine Abbildung der Wasserburg in der Literatur von Helmuth Gröger zeigt, dass die Anlage (mindestens teilweise wenn nicht komplett) um 1940 noch in gutem gepflegten Zustand war und scheinbar noch bewohnt wurde.
Im Zuge der Bodenreform in der Sowjetischen Besatzungszone ab 1945 wurde die Familie Uibrig im Jahr 1945 enteignet. Die im 19. Jahrhundert entstandenen Wohnbereiche von Mechelgrün unteren Teils wurden zunächst von der Roten Armee besetzt und in der Folge im Jahr 1946 abgerissen. Im Gegensatz dazu erfolgte im oberen Teil bis 1961 die Einrichtung von Wohnungen und Schulzimmern als Ausweich der Mechelgrüner Schule, sowie später FDJ-Zimmer, Wäschemangel und Lagerräume. Die Stall- und Lagerflächen der Wirtschaftsgebäude des unteren Teils wurden bis in die 1970er Jahre durch Neubauern und später durch die LPG genutzt.
Nach dem Dacheinsturz im Jahre 1978 begann der allmähliche Verfall der Anlage. Auch der 1992 erfolgte Verkauf an einen privaten Investor, konnte den fortschreitenden Verfall nicht aufhalten, da dessen Pläne der Einbindung der Schlossruine in eine Hotelanlage scheiterten. Aufgrund unklarer Besitzverhältnisse scheiterten in den Folgejahren mehrere Rettungsversuche von Mechelgrüner Einwohnern. Das Quergebäude der Wirtschaftsgebäude unteren Teils wurde 2009 abgerissen. Seit 2020 erfolgt ein teilweiser Aus- und Umbau der bestehenden Wirtschaftsgebäude. Im März 2021 stürzte erneut ein Teil des Schlossturmes des oberen Teils ein.

## Anlage
Die ursprüngliche Burganlage war eine dreigeschossige Anlage mit Walmdach auf dreieckigem Grundriss mit einbezogenem Rundturm (Wohnturm) im Südwesten und einem turmartigen Vorbau im Südosten aus dem 12. Jahrhundert bis 13. Jahrhundert, Ummauerungen und Wassergraben. Von der Anlage sind heute noch die Umfassungsmauern erhalten.